# Technical Diving International
Technical Diving International (TDI) je výcviková agentura založená roku 1994 Bretem Gilliamem a Mitchem Skaggsem. Jde o třetí organizaci, zabývající se výcvikem mimo rámec běžného rekreačního potápění, včetně potápění s nitroxem.
Bret Gilliam je profesionální potápěč, fotograf a publicista. Před založením TDI působil jako výkonný ředitel IANTD a Instructor Trainer Director u ANDI. Mitch Skaggs, provozovatel a majitel jednoho z největších potápěčských center na Floridě, stejně jako jeho kolega působil původně v IANTD
V roce 1999 založilo vedení TDI sesterskou organizace SDI - Scuba Diving International, aby tak vyhověli požadavkům na výcvik sportovních potápěčů. Od ostatních výcvikových agentur se kurzy liší tím, že jsou oproštěny od mnohých zbytečností a je kladen důraz na přímočarý a důkladný výcvik. Povinností všech potápěčů během kurzů SDI, je užívat potápěčský počítač pro všechny ponory. SDI přišlo s téměř unikátním kurzem - Solo Diver, tedy kurz sólového potápění.
Nejmladší sesterskou organizací je ERDi - Emergency Response Diving. Tato agentura se zabývá výcvikem potápěčů policejních, hasičských a záchranných složek, pro pátrací a záchranné akce pod vodní hladinou.

## Kurzy jednotlivých agentur

### Kurzy TDI
- Nitrox Diver
- Advanced Nitrox Diver
- Into To Tech
- Extended Range Diver
- Advaced Wreck Diver
- Trimix Diver
- Advanced Trimix Diver
- Cavern Diver
- Intro to Cave
- Cave Diver
- Semi-Closed Rebreather Diver
- Closed Circuit Rebreather Diver

### Kurzy SDI
- Open Water Scuba Diver
- Advanced Scuba Diver
- Rescue Diver
- Master Scuba Diver
- Divemaster
- Instructor Assistant

### Specializace SDI
- Boat Diver - Potápění ze člunu
- Deep Diver - Hloubkový potápěč
- Drift Diver - Potápění v proudech
- Dry Suit Diver - Potápění v suchém obleku
- Ice Diver - Potápění pod ledem
- Night & Low Visibility Diver - Potápění v noci a za snížené viditelnosti
- Solo Diver - Sólo potápěč
- UW Navigation - Podvodní navigace
- UW Photography - Fotografování pod vodou
- Wreck Diver - Vrakové potápění bez průniku do vraku
- Wreck Limited Penetration Diver - Vrakové potápění s omezeným průnikem

a mnohé další

### Kurzy ERDi
- ERD I
- ERD II
- ERD Drysuit OPS - zásahy v suchém obleku
- ERD Full Face Mask OPS - zásahy s použitím celoobličejové masky
- ERD Ice Diving OPS - zásahy při potápění pod ledem
- ERD Ice/Surface Rescue OPS - záchrana zpod a z povrchu ledu
- ERD Tender
- ERDi Contaminated Water Diver Ops - zásahy v kontaminované vodě